# ルーサー・ギューリック

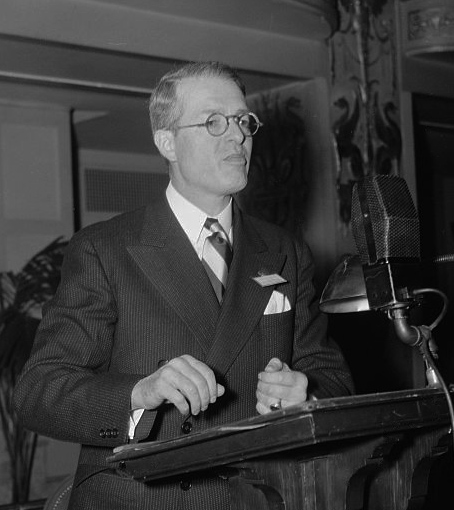
ルーサー･ハルシー･ギューリック

ルーサー･ハルシー･ギューリック (Luther Halsey Gulick、1892年1月17日 - 1993年1月10日) は、アメリカの行政学者。所謂正統派行政学者の第一人者であり、組織管理の手法をPOSDCORBとして定式化したことでも知られる。

## 来歴
会衆派教会宣教師の父シドニー（1860年 - 1945年）と母クララとの間に大阪府で生まれる。ギューリック家は宣教師一家で、曽祖父のピーター・ギューリックはハワイ王国で初めて布教を行った人物の1人とされる。また、叔父で同名のルーサー・ギューリックはYMCAに関わる傍ら体育学者としても活躍、キャンプファイアUSAを設立した。
1914年にオベリン大学を卒業後、1920年にはコロンビア大学にてPh.D.を取得。1931年から1942年にかけてコロンビア大学で教鞭を執るが、この間、1936年から1938年までフランクリン・デラノ・ローズヴェルト大統領（当時）直属の行政管理に係る委員会で委員となる。その後1954年から3年間にわたりニューヨーク市の市政行政官を務める。
こうして理論・実務の両面から行政に携わる中で、組織管理者にとってその運営に必要不可欠な7つの要素（計画 Planning、組織 Organizing、人事 Staffing、指揮 Directing、調整 Coordinating、報告 Reporting、予算 Budgeting）について、その頭文字を取ってPOSDCORBという造語を編み出したほか、政治と行政との分離が声高に叫ばれていた時代にあって、両者は不可分との論陣を張った。
また、第二次世界大戦中はケインジアンの立場から、経済学者アルヴィン・ハンセンと連れ立ちケインズ本人に直談判し、戦後における国際経済の制度設計に関し助言を行った。
1993年1月10日、バーモント州グリーンズボロにて死去。100歳。生涯2度の結婚歴があり、最初の妻ヘレン・スウィフトとは1969年に死別した後、キャロル・W・モフェットと再婚（モフェットは1989年に死去）、2人の子を儲けた。

## 著書
- Evolution of the Budget in Massachusetts (1920年)
- Administrative Reflections from World War II (1948年)
- American Forest Policy (1951年)
- The Metropolitan Problem and American Ideas (1962年)